# Solfjädersbuskgök
Solfjädersbuskgök (Cacomantis flabelliformis) är en fågel i familjen gökar inom ordningen gökfåglar.

## Utseende och läte
Solfjädersbuskgök är en medelstor gök, varmt beigefärgad på bröst och buk. Runt ögat syns en tydlig gul ögonring och stjärten är kraftigt tvärbandad. Liknande vanlig buskgök har grå ögonring och blek buskgök är ljusare och saknar de varmare tonerna på bröstet. Lätet består av en fallande drill.

## Utbredning och systematik
Solfjädersbuskgök förekommer som namnet avslöjar i Australien, men även från Nya Guinea österut till Fiji. Den delas in i sex underarter med följande utbredning:
- Cacomantis flabelliformis excitus – Nya Guinea
- Cacomantis flabelliformis flabelliformis – Australien
- Cacomantis flabelliformis pyrrophanus – Nya Kaledonien och i Loyautéöarna
- Cacomantis flabelliformis meeki – Salomonöarna
- Cacomantis flabelliformis schistaceigularis – Vanuatu
- Cacomantis flabelliformis simus – Fijiöarna

## Levnadssätt
Solfjädersbuskgök hittas i skogsområden. Den ses där sitta på exponerade platser i skogens mellersta skikt och upptäcks ofta på dess frekventa läten.

## Status och hot
Arten har ett stort utbredningsområde, men tros minska i antal, dock inte tillräckligt kraftigt för att den ska betraktas som hotad. Internationella naturvårdsunionen IUCN listar arten som livskraftig (LC).